# Viviana Bottaro
Pour les articles homonymes, voir Bottaro.
Viviana Bottaro, née le 2 septembre 1987 à Gênes, est une karatéka italienne. Elle a remporté la médaille d'or du kata individuel féminin aux championnats d'Europe de karaté en 2014 à Tampere après avoir déjà été sacrée championne d'Europe par équipe en 2013 à Budapest.
Elle est médaillée d'argent du kata individuel aux Championnats d'Europe de karaté 2018 à Novi Sad et aux Championnats d'Europe de karaté 2019 à Guadalajara, et médaillée de bronze aux Championnats du monde de karaté 2018 à Madrid.